# 歐文·提格
歐文·威廉·提格（英語：Owen William Teague，1998年12月8日—），是一名美國男演員，因在《末日逼近》、《老媽獨立日記》、《繼任蝰蛇》、《致蕾絲莉》、《蒙大拿故事》、《消失在夜裡》、《血脈》以及《黑鏡》第四季（2017年）的「方舟天使」一集中的角色而知名。提格還在《牠》和《牠：第二章》中飾演派翠克·霍克斯塔德，並在電影《每一天》和恐怖片《搞鬼》中擔任重要角色。

## 早期生活和教育
提格在佛羅里達州坦帕市出生和長大。他的父母都是音樂家，他一直拉小提琴到15歲。提格從小就對表演感到興趣，四歲時就用毛絨玩偶表演《美女與野獸》中的場景，此後不久就出現在小型戲劇作品中。他是麥克法蘭公園國際文憑電影製作人俱樂部的成員，也是坦帕市霍華德·W·布萊克高中藝術學校演員俱樂部和管弦樂隊的成員。

## 職業生涯
2016年，提格在超自然驚悚片《軀殼》中擔任配角，該片改編自庫倫·布恩的漫畫小說他在《血脈》第二季中飾演諾蘭·雷本，那時提格還在上高中 。他還參演了根據史蒂芬·金小說改編的電影《科技浩劫》。
提格於2017年出演《鬼船瑪麗號》，由APA、Management 360、Brevard Talent Group和Myman Greenspan代理。，並在《牠》（2017年）和《牠：第二章》（2019年）中飾演派翠克·霍克斯塔德。
2017年，他參演犯罪驚悚片《繼任蝰蛇》和根據大衛·李維森的小說改編的愛情電影《每一天》。
提格在2018年與CAA簽約。同年，他在電影《Heft》中飾演17歲的學生凱爾·凱勒。2019年，他在HBO的劇集《老媽獨立日記》中飾演朱利安，並在恐怖片《搞鬼》中飾演亞歷克。
2020年8月，宣布提格將在交換合唱團的傳記片《Trouble Boys》中飾演湯米·史汀森。他在2020年哥倫比亞廣播公司的迷你劇《末日逼近》中飾演哈羅德·勞德。根據提格所說，《末日逼近》從13歲起就是他最喜歡的書，他指出他試圖在《末日逼近》小說中直接借鑒勞德的心理狀態。作為哈羅德·勞德，他飾演一個反社會的少年，在一次疫情大流行中被邪惡所誘惑。線上雜誌《前音後果》寫道，蒂格「以細緻入微的完美表演，捕捉到國王的龐大織錦中最有活力的人物之一的不安全感、浮誇和憤怒」。

## 影視作品

### 電影
| 年份 | 標題                                        | 角色              | 備註     |
| ---- | ------------------------------------------- | ----------------- | -------- |
| 2013 | 《Contest》                                 | Bobby Butler      |          |
| 2014 | 《La Belle: the Ship That Changed History》 | 自己              | 紀錄短片 |
| 2015 | 《戰爭迴響》                                | Samuel Riley      |          |
| 2015 | 《迪士尼之夢》                              | 年輕的華特        |          |
| 2015 | 《Wild in Blue》                            | Young Charlie     |          |
| 2016 | 《科技浩劫》                                | Jordan            |          |
| 2017 | 《牠》                                      | 派翠克·霍克斯塔德 |          |
| 2018 | 《每一天》                                  | Alexander / A     |          |
| 2019 | 《搞鬼》                                    | Alec              |          |
| 2019 | 《繼任蝰蛇》                                | Boots Conley      |          |
| 2019 | 《牠：第二章》                              | 派翠克·霍克斯塔德 |          |
| 2019 | 《鬼船瑪麗號》                              | Tommy             |          |
| 2020 | 《軀殼》                                    | Duncan West       |          |
| 2021 | 《蒙大拿故事》                              | Cal               |          |
| 2022 | 《消失在夜裡》                              |                   |          |
| 2022 | 《致蕾絲莉》                                | James             |          |
| 2023 | 《艾琳》                                    | Randy             |          |
| 2023 | 《You Hurt My Feelings》                    | Eliot             |          |
| 2023 | 《冷血動物》                                | Rudi Rackozy      |          |
| 2024 | 《猩球崛起：王國誕生》                      | Noa               |          |

### 電視劇
| 年份     | 標題                       | 角色                        | 備註                           |
| -------- | -------------------------- | --------------------------- | ------------------------------ |
| 2012     | 《》                       | Jack                        | 集數：「試播集」               |
| 2013     | 《CollegeHumor Originals》 | Mitch                       | 4集                            |
| 2013     | 《》                       | Alex Fryman                 | 集數：「Purity」               |
| 2014     | 《法網危情》               | Jacob                       | 集數：「Stand Your Ground」    |
| 2015     | 《》                       | Jesse                       | 集數：「The Doom in the Boom」 |
| 2015－17 | 《血脈》                   | Nolan Rayburn / Young Danny | 常設角色                       |
| 2016     | 《慈悲街》                 | Otis                        | 集數：「The New Nurse」        |
| 2017     | 《黑鏡》                   | Trick                       | 集數：「方舟天使」             |
| 2019     | 《老媽獨立日記》           | Julian Spitzer              | 主要角色                       |
| 2020－21 | 《末日逼近》               | 哈羅德·勞德                 | 主要角色                       |

## 外部連結
- 歐文·提格在互联网电影资料库（IMDb）上的資料（英文）
- 歐文‧提格在Enjoy Movie上的電影作品列表 （页面存档备份，存于）